# Лавонија (Џорџија)
Лавонија (Џорџија) (енгл. Lavonia) град је у америчкој савезној држави Џорџија. По попису становништва из 2010. у њему је живело 2.156 становника.

## Демографија
Према попису становништва из 2010. у граду је живело 2.156 становника, што је 329 (18,0%) становника више него 2000. године.
| Група             | 2000.         | 2010.         |
| Белци             | 1.257 (68,8%) | 1.358 (63,0%) |
| Афроамериканци    | 529 (29,0%)   | 524 (24,3%)   |
| Азијати           | 2 (0,1%)      | 11 (0,5%)     |
| Хиспаноамериканци | 16 (0,9%)     | 230 (10,7%)   |
| Укупно            | 1.827         | 2.156         |